# 10th Class Diaries
10th Class Diaries er en indisk film fra 2022 af Anji Sreenu Yarajala.

## Medvirkende
- Srikanth som Somayaji a.k.a. Somu
- Avika Gor som Chandini
- TikTok Nithyasree
- Srinivasa Reddy som Half Boil
- Himaja som Nagalakshmi
- Vennela Ramarao som Gourav
- Archana som Soumya